# Laatatra
Laatatra (franska: Laatatra (CR), Laatatra (Commune Rurale), arabiska: العونات) är en kommun i Marocko.   Den ligger i provinsen Sidi Bennour och regionen Casablanca-Settat, 210 km sydväst om huvudstaden Rabat. Antalet invånare är 15 046.